# La Flèche Wallonne 2022
La Flèche Wallonne 2022 var den 86. udgave af den belgiske ardennerklassiker La Flèche Wallonne. Det 202,1 km lange linjeløb med 3.160 højdemeter blev kørt den 20. april 2022 med start i Blegny og mål på toppen af Mur de Huy i Vallonien. Løbet var sekstende arrangement på UCI World Tour 2022. Løbet blev vundet af belgiske Dylan Teuns fra Bahrain Victorious.

## Resultat
| \| Samlede stilling \| Samlede stilling \| Samlede stilling \| Samlede stilling \| Samlede stilling \| \| Rytter \| Rytter \| Hold \| Tid \| \| \| ---------------- \| -------------------------- \| ---------------------------------- \| ---------------- \| ---------------- \| \| 1. \| Dylan Teuns \| Bahrain Victorious \| 4t 42' 12" \| \| \| 2. \| Alejandro Valverde \| Movistar Team \| + 2" \| \| \| 3. \| Aleksandr Vlasov \| Bora-Hansgrohe \| + 2" \| \| \| 4. \| Julian Alaphilippe \| Quick-Step Alpha Vinyl \| + 5" \| \| \| 5. \| Daniel Martínez \| Ineos Grenadiers \| + 7" \| \| \| 6. \| Michael Woods \| Israel-Premier Tech \| + 7" \| \| \| 7. \| Ruben Guerreiro \| EF Education-EasyPost \| + 7" \| \| \| 8. \| Rudy Molard \| Groupama-FDJ \| + 7" \| \| \| 9. \| Warren Barguil \| Arkéa-Samsic \| + 7" \| \| \| 10. \| Alexis Vuillermoz \| TotalEnergies \| + 7" \| \| \| 11. \| Tiesj Benoot \| Jumbo-Visma \| + 7" \| \| \| 12. \| Tadej Pogačar \| UAE Team Emirates \| + 7" \| \| \| 13. \| Benoît Cosnefroy \| AG2R Citroën Team \| + 7" \| \| \| 14. \| Nick Schultz \| BikeExchange-Jayco \| + 7" \| \| \| 15. \| Domenico Pozzovivo \| Intermarché-Wanty-Gobert Matériaux \| + 7" \| \| \| 16. \| Jesús Herrada \| Cofidis \| + 15" \| \| \| 17. \| Quentin Pacher \| Groupama-FDJ \| + 17" \| \| \| 18. \| Mattias Skjelmose \| Trek-Segafredo \| + 21" \| \| \| 19. \| Neilson Powless \| EF Education-EasyPost \| + 24" \| \| \| 20. \| Tobias Halland Johannessen \| Uno-X Pro Cycling Team \| + 24" \| \| |                            |                                    |            |
| |                            |                                    |            |
| Kilde: ProCyclingStats |                            |                                    |            |
| Samlede stilling |                            |                                    |            |
| Rytter | Rytter                     | Hold                               | Tid        |
| 1. | Dylan Teuns                | Bahrain Victorious                 | 4t 42' 12" |
| 2. | Alejandro Valverde         | Movistar Team                      | + 2"       |
| 3. | Aleksandr Vlasov           | Bora-Hansgrohe                     | + 2"       |
| 4. | Julian Alaphilippe         | Quick-Step Alpha Vinyl             | + 5"       |
| 5. | Daniel Martínez            | Ineos Grenadiers                   | + 7"       |
| 6. | Michael Woods              | Israel-Premier Tech                | + 7"       |
| 7. | Ruben Guerreiro            | EF Education-EasyPost              | + 7"       |
| 8. | Rudy Molard                | Groupama-FDJ                       | + 7"       |
| 9. | Warren Barguil             | Arkéa-Samsic                       | + 7"       |
| 10. | Alexis Vuillermoz          | TotalEnergies                      | + 7"       |
| 11. | Tiesj Benoot               | Jumbo-Visma                        | + 7"       |
| 12. | Tadej Pogačar              | UAE Team Emirates                  | + 7"       |
| 13. | Benoît Cosnefroy           | AG2R Citroën Team                  | + 7"       |
| 14. | Nick Schultz               | BikeExchange-Jayco                 | + 7"       |
| 15. | Domenico Pozzovivo         | Intermarché-Wanty-Gobert Matériaux | + 7"       |
| 16. | Jesús Herrada              | Cofidis                            | + 15"      |
| 17. | Quentin Pacher             | Groupama-FDJ                       | + 17"      |
| 18. | Mattias Skjelmose          | Trek-Segafredo                     | + 21"      |
| 19. | Neilson Powless            | EF Education-EasyPost              | + 24"      |
| 20. | Tobias Halland Johannessen | Uno-X Pro Cycling Team             | + 24"      |

## Hold og ryttere
| UCI WorldTeams (18)- AG2R Citroën Team - Astana Qazaqstan Team - Bahrain Victorious - Bora-Hansgrohe - Cofidis - EF Education-EasyPost - Groupama-FDJ - Ineos Grenadiers - Intermarché-Wanty-Gobert Matériaux - Israel-Premier Tech - Jumbo-Visma - Lotto-Soudal - Movistar Team - Quick-Step Alpha Vinyl - BikeExchange-Jayco - Team DSM - Trek-Segafredo - UAE Team Emirates UCI ProTeams (7)- Alpecin-Fenix - Arkéa-Samsic - B&B Hotels-KTM - Bingoal Pauwels Sauces WB - TotalEnergies - Sport Vlaanderen-Baloise - Uno-X Pro Cycling Team |
| |

### Danske ryttere
| Danske ryttere på startlisten |                         |                         |           |
| Rygnummer                     | Rytter                  | Hold                    | Placering |
| 11                            | Jonas Vingegaard        | Team Jumbo-Visma        | DNF       |
| 34                            | Jakob Fuglsang          | Israel-Premier Tech     | 53        |
| 84                            | Christopher Juul-Jensen | Team BikeExchange-Jayco | 125       |
| 97                            | Frederik Wandahl        | Bora-Hansgrohe          | 102       |
| 105                           | Mattias Skjelmose       | Trek-Segafredo          | 18        |
| 106                           | Alexander Kamp          | Trek-Segafredo          | DNF       |
| 164                           | Morten Hulgaard         | Uno-X Pro Cycling Team  | 123       |
| 165                           | Jacob Hindsgaul         | Uno-X Pro Cycling Team  | DNF       |
| 167                           | Jonas Gregaard          | Uno-X Pro Cycling Team  | 59        |
| 181                           | Søren Kragh Andersen    | Team DSM                | 40        |
| 215                           | Andreas Kron            | Lotto-Soudal            | DNS       |

* DNF = gennemførte ikke

* DNS = stillede ikke til start

### Startliste
| Quick-Step Alpha Vinyl QST | Quick-Step Alpha Vinyl QST          | Quick-Step Alpha Vinyl QST |
| -------------------------- | ----------------------------------- | -------------------------- |
| Nr.                        | Rytter                              | Placering                  |
| 1                          | Julian Alaphilippe (FRA) (landevej) | 4.                         |
| 2                          | Remco Evenepoel (BEL)               | 43.                        |
| 3                          | Pieter Serry (BEL)                  | DNF                        |
| 4                          | Mauri Vansevenant (BEL)             | 64.                        |
| 5                          | Stan Van Tricht (BEL)               | DNF                        |
| 6                          | Ilan Van Wilder (BEL)               | 80.                        |
| 7                          | Louis Vervaeke (BEL)                | 104.                       |

| Jumbo-Visma TJV | Jumbo-Visma TJV        | Jumbo-Visma TJV |
| --------------- | ---------------------- | --------------- |
| Nr.             | Rytter                 | Placering       |
| 11              | Jonas Vingegaard (DEN) | DNF             |
| 12              | Tiesj Benoot (BEL)     | 11.             |
| 13              | Pascal Eenkhoorn (NED) | 111.            |
| 14              | Robert Gesink (NED)    | 58.             |
| 15              | Michel Heßmann (GER)   | 134.            |
| 16              | Gijs Leemreize (NED)   | 52.             |
| 17              | Jos van Emden (NED)    | 112.            |

| Movistar Team MOV | Movistar Team MOV        | Movistar Team MOV |
| ----------------- | ------------------------ | ----------------- |
| Nr.               | Rytter                   | Placering         |
| 21                | Alejandro Valverde (ESP) | 2.                |
| 22                | Gorka Izagirre (ESP)     | 62.               |
| 23                | Oier Lazkano (ESP)       | DNF               |
| 24                | Lluís Mas (ESP)          | 86.               |
| 25                | Enric Mas (ESP)          | 33.               |
| 26                | Gregor Mühlberger (AUT)  | 105.              |
| 27                | Carlos Verona (ESP)      | 57.               |

| Israel-Premier Tech IPT | Israel-Premier Tech IPT           | Israel-Premier Tech IPT |
| ----------------------- | --------------------------------- | ----------------------- |
| Nr.                     | Rytter                            | Placering               |
| 31                      | Michael Woods (CAN)               | 6.                      |
| 32                      | Jenthe Biermans (BEL)             | DNF                     |
| 33                      | Guillaume Boivin (CAN) (landevej) | DNF                     |
| 34                      | Jakob Fuglsang (DEN)              | 53.                     |
| 35                      | Reto Hollenstein (SUI)            | 119.                    |
| 36                      | Hugo Houle (CAN)                  | 54.                     |
| 37                      | Daryl Impey (RSA)                 | 113.                    |

| Arkéa-Samsic ARK | Arkéa-Samsic ARK        | Arkéa-Samsic ARK |
| ---------------- | ----------------------- | ---------------- |
| Nr.              | Rytter                  | Placering        |
| 41               | Warren Barguil (FRA)    | 9.               |
| 42               | Winner Anacona (COL)    | 85.              |
| 43               | Anthony Delaplace (FRA) | 66.              |
| 44               | Élie Gesbert (FRA)      | 47.              |
| 45               | Simon Guglielmi (FRA)   | 106.             |
| 46               | Łukasz Owsian (POL)     | 83.              |
| 47               | Alan Riou (FRA)         | DNF              |

| UAE Team Emirates UAD | UAE Team Emirates UAD      | UAE Team Emirates UAD |
| --------------------- | -------------------------- | --------------------- |
| Nr.                   | Rytter                     | Placering             |
| 51                    | Tadej Pogačar (SLO)        | 12.                   |
| 52                    | Juan Ayuso (ESP)           | DNF                   |
| 53                    | Marc Hirschi (SUI)         | 32.                   |
| 54                    | Vegard Stake Laengen (NOR) | 133.                  |
| 55                    | Jan Polanc (SLO)           | 48.                   |
| 56                    | Marc Soler (ESP)           | 63.                   |
| 57                    | Diego Ulissi (ITA)         | 29.                   |

| Ineos Grenadiers IGD | Ineos Grenadiers IGD         | Ineos Grenadiers IGD |
| -------------------- | ---------------------------- | -------------------- |
| Nr.                  | Rytter                       | Placering            |
| 61                   | Tom Pidcock (GBR)            | DNF                  |
| 62                   | Laurens De Plus (BEL)        | DNF                  |
| 63                   | Omar Fraile (ESP) (landevej) | DNF                  |
| 64                   | Michał Kwiatkowski (POL)     | 92.                  |
| 65                   | Daniel Martínez (COL)        | 5.                   |
| 66                   | Carlos Rodríguez (ESP)       | 37.                  |
| 67                   | Geraint Thomas (GBR)         | 98.                  |

| Groupama-FDJ GFC | Groupama-FDJ GFC               | Groupama-FDJ GFC |
| ---------------- | ------------------------------ | ---------------- |
| Nr.              | Rytter                         | Placering        |
| 71               | Rudy Molard (FRA)              | 8.               |
| 72               | Bruno Armirail (FRA)           | 107.             |
| 73               | Kevin Geniets (LUX) (landevej) | 44.              |
| 74               | Matthieu Ladagnous (FRA)       | 122.             |
| 75               | Quentin Pacher (FRA)           | 17.              |
| 76               | Sébastien Reichenbach (SUI)    | 30.              |
| 77               | Anthony Roux (FRA)             | 101.             |

| BikeExchange-Jayco BEX | BikeExchange-Jayco BEX        | BikeExchange-Jayco BEX |
| ---------------------- | ----------------------------- | ---------------------- |
| Nr.                    | Rytter                        | Placering              |
| 81                     | Michael Matthews (AUS)        | DNS                    |
| 82                     | Alexandre Balmer (SUI)        | 120.                   |
| 83                     | Tsgabu Grmay (ETH)            | 103.                   |
| 84                     | Christopher Juul-Jensen (DEN) | 125.                   |
| 85                     | Jan Maas (NED)                | 121.                   |
| 86                     | Jesús David Peña (COL)        | 139.                   |
| 87                     | Nick Schultz (AUS)            | 14.                    |

| Bora-Hansgrohe BOH | Bora-Hansgrohe BOH              | Bora-Hansgrohe BOH |
| ------------------ | ------------------------------- | ------------------ |
| Nr.                | Rytter                          | Placering          |
| 91                 | Aleksandr Vlasov (RUS)          | 3.                 |
| 92                 | Giovanni Aleotti (ITA)          | 97.                |
| 93                 | Cesare Benedetti (POL)          | 75.                |
| 94                 | Jai Hindley (AUS)               | 26.                |
| 95                 | Patrick Konrad (AUT) (landevej) | DNF                |
| 96                 | Ide Schelling (NED)             | 136.               |
| 97                 | Frederik Wandahl (DEN)          | 102.               |

| Trek-Segafredo TFS | Trek-Segafredo TFS       | Trek-Segafredo TFS |
| ------------------ | ------------------------ | ------------------ |
| Nr.                | Rytter                   | Placering          |
| 101                | Bauke Mollema (NED)      | 21.                |
| 102                | Julien Bernard (FRA)     | 81.                |
| 103                | Gianluca Brambilla (ITA) | 36.                |
| 104                | Tony Gallopin (FRA)      | 82.                |
| 105                | Mattias Skjelmose (DEN)  | 18.                |
| 106                | Alexander Kamp (DEN)     | DNF                |
| 107                | Antwan Tolhoek (NED)     | 46.                |

| Alpecin-Fenix AFC | Alpecin-Fenix AFC       | Alpecin-Fenix AFC |
| ----------------- | ----------------------- | ----------------- |
| Nr.               | Rytter                  | Placering         |
| 111               | Xandro Meurisse (BEL)   | 35.               |
| 112               | Floris De Tier (BEL)    | 39.               |
| 113               | Jimmy Janssens (BEL)    | 110.              |
| 114               | Kristian Sbaragli (ITA) | 68.               |
| 115               | Robert Stannard (AUS)   | 70.               |
| 116               | Scott Thwaites (GBR)    | 124.              |
| 117               | Gianni Vermeersch (BEL) | 100.              |

| Astana Qazaqstan Team AST | Astana Qazaqstan Team AST         | Astana Qazaqstan Team AST |
| ------------------------- | --------------------------------- | ------------------------- |
| Nr.                       | Rytter                            | Placering                 |
| 121                       | Vincenzo Nibali (ITA)             | 34.                       |
| 122                       | Leonardo Basso (ITA)              | DNF                       |
| 123                       | Stefan de Bod (RSA)               | 65.                       |
| 124                       | Jevgenij Fedorov (KAZ) (landevej) | DNF                       |
| 125                       | Antonio Nibali (ITA)              | 128.                      |
| 126                       | Simone Velasco (ITA)              | 69.                       |
| 127                       | Andrej Zejts (KAZ)                | 31.                       |

| Intermarché-Wanty-Gobert Matériaux IWG | Intermarché-Wanty-Gobert Matériaux IWG | Intermarché-Wanty-Gobert Matériaux IWG |
| -------------------------------------- | -------------------------------------- | -------------------------------------- |
| Nr.                                    | Rytter                                 | Placering                              |
| 131                                    | Domenico Pozzovivo (ITA)               | 15.                                    |
| 132                                    | Jan Bakelants (BEL)                    | 71.                                    |
| 133                                    | Théo Delacroix (FRA)                   | 131.                                   |
| 134                                    | Quinten Hermans (BEL)                  | 61.                                    |
| 135                                    | Laurens Huys (BEL)                     | DNF                                    |
| 136                                    | Simone Petilli (ITA)                   | 50.                                    |
| 137                                    | Georg Zimmermann (GER)                 | 60.                                    |

| Cofidis COF | Cofidis COF         | Cofidis COF |
| ----------- | ------------------- | ----------- |
| Nr.         | Rytter              | Placering   |
| 141         | Jon Izagirre (ESP)  | 129.        |
| 142         | Simon Geschke (GER) | 49.         |
| 143         | Jesús Herrada (ESP) | 16.         |
| 144         | Victor Lafay (FRA)  | 22.         |
| 145         | Anthony Perez (FRA) | 93.         |
| 146         | Rémy Rochas (FRA)   | 90.         |
| 147         | Axel Zingle (FRA)   | 88.         |

| AG2R Citroën Team ACT | AG2R Citroën Team ACT        | AG2R Citroën Team ACT |
| --------------------- | ---------------------------- | --------------------- |
| Nr.                   | Rytter                       | Placering             |
| 151                   | Benoît Cosnefroy (FRA)       | 13.                   |
| 152                   | Mikaël Cherel (FRA)          | 87.                   |
| 153                   | Dorian Godon (FRA)           | 74.                   |
| 154                   | Bob Jungels (LUX)            | 78.                   |
| 155                   | Paul Lapeira (FRA)           | 138.                  |
| 156                   | Aurélien Paret-Peintre (FRA) | 73.                   |
| 157                   | Larry Warbasse (USA)         | 116.                  |

| Uno-X Pro Cycling Team UXT | Uno-X Pro Cycling Team UXT       | Uno-X Pro Cycling Team UXT |
| -------------------------- | -------------------------------- | -------------------------- |
| Nr.                        | Rytter                           | Placering                  |
| 161                        | Tobias Halland Johannessen (NOR) | 20.                        |
| 162                        | Idar Andersen (NOR)              | DNF                        |
| 163                        | Fredrik Dversnes (NOR)           | 117.                       |
| 164                        | Morten Hulgaard (DEN)            | 123.                       |
| 165                        | Jacob Hindsgaul (DEN)            | DNF                        |
| 166                        | Torjus Sleen (NOR)               | DNF                        |
| 167                        | Jonas Gregaard (DEN)             | 59.                        |

| Bahrain Victorious TBV | Bahrain Victorious TBV  | Bahrain Victorious TBV |
| ---------------------- | ----------------------- | ---------------------- |
| Nr.                    | Rytter                  | Placering              |
| 171                    | Wout Poels (NED)        | 25.                    |
| 172                    | Damiano Caruso (ITA)    | 96.                    |
| 173                    | Jack Haig (AUS)         | 41.                    |
| 174                    | Gino Mäder (SUI)        | 55.                    |
| 175                    | Luis León Sánchez (ESP) | 51.                    |
| 176                    | Dylan Teuns (BEL)       | 1.                     |
| 177                    | Stephen Williams (GBR)  | 99.                    |

| Team DSM DSM | Team DSM DSM               | Team DSM DSM |
| ------------ | -------------------------- | ------------ |
| Nr.          | Rytter                     | Placering    |
| 181          | Søren Kragh Andersen (DEN) | 40.          |
| 182          | Romain Combaud (FRA)       | 89.          |
| 183          | Leon Heinschke (GER)       | 84.          |
| 184          | Joris Nieuwenhuis (NED)    | DNF          |
| 185          | Florian Stork (GER)        | 137.         |
| 186          | Henri Vandenabeele (BEL)   | 94.          |
| 187          | Kevin Vermaerke (USA)      | DNF          |

| TotalEnergies TEN | TotalEnergies TEN        | TotalEnergies TEN |
| ----------------- | ------------------------ | ----------------- |
| Nr.               | Rytter                   | Placering         |
| 191               | Alexis Vuillermoz (FRA)  | 10.               |
| 192               | Jérémy Cabot (FRA)       | 38.               |
| 193               | Fabien Doubey (FRA)      | DNF               |
| 194               | Valentin Ferron (FRA)    | 109.              |
| 195               | Alan Jousseaume (FRA)    | 91.               |
| 196               | Paul Ourselin (FRA)      | 72.               |
| 197               | Cristián Rodríguez (ESP) | 45.               |

| EF Education-EasyPost EFE | EF Education-EasyPost EFE  | EF Education-EasyPost EFE |
| ------------------------- | -------------------------- | ------------------------- |
| Nr.                       | Rytter                     | Placering                 |
| 201                       | Rigoberto Urán (COL)       | 42.                       |
| 202                       | Ruben Guerreiro (POR)      | 7.                        |
| 203                       | Alberto Bettiol (ITA)      | 127.                      |
| 204                       | Simon Carr (GBR)           | 108.                      |
| 205                       | Odd Christian Eiking (NOR) | 24.                       |
| 206                       | Ben Healy (IRL)            | 130.                      |
| 207                       | Neilson Powless (USA)      | 19.                       |

| Lotto-Soudal LTS | Lotto-Soudal LTS         | Lotto-Soudal LTS |
| ---------------- | ------------------------ | ---------------- |
| Nr.              | Rytter                   | Placering        |
| 211              | Tim Wellens (BEL)        | 23.              |
| 212              | Thomas De Gendt (BEL)    | DNF              |
| 213              | Sébastien Grignard (BEL) | 132.             |
| 214              | Matthew Holmes (GBR)     | 77.              |
| 215              | Andreas Kron (DEN)       | DNS              |
| 216              | Sylvain Moniquet (BEL)   | 28.              |
| 217              | Viktor Verschaeve (BEL)  | 95.              |

| Sport Vlaanderen-Baloise SVB | Sport Vlaanderen-Baloise SVB | Sport Vlaanderen-Baloise SVB |
| ---------------------------- | ---------------------------- | ---------------------------- |
| Nr.                          | Rytter                       | Placering                    |
| 221                          | Jenno Berckmoes (BEL)        | 115.                         |
| 222                          | Ruben Apers (BEL)            | 135.                         |
| 223                          | Kamiel Bonneu (BEL)          | 27.                          |
| 224                          | Gilles De Wilde (BEL)        | 140.                         |
| 225                          | Rune Herregodts (BEL)        | DNF                          |
| 226                          | Jens Reynders (BEL)          | DNF                          |
| 227                          | Aaron Van Poucke (BEL)       | DNF                          |

| Bingoal Pauwels Sauces WB BWB | Bingoal Pauwels Sauces WB BWB | Bingoal Pauwels Sauces WB BWB |
| ----------------------------- | ----------------------------- | ----------------------------- |
| Nr.                           | Rytter                        | Placering                     |
| 231                           | Mathijs Paasschens (NED)      | DNF                           |
| 232                           | Johan Meens (BEL)             | DNF                           |
| 233                           | Rémy Mertz (BEL)              | DNF                           |
| 234                           | Kenny Molly (BEL)             | 76.                           |
| 235                           | Tom Paquot (BEL)              | 118.                          |
| 236                           | Marco Tizza (ITA)             | 126.                          |
| 237                           | Luc Wirtgen (LUX)             | DNF                           |

| B&B Hotels-KTM BBK | B&B Hotels-KTM BBK     | B&B Hotels-KTM BBK |
| ------------------ | ---------------------- | ------------------ |
| Nr.                | Rytter                 | Placering          |
| 241                | Franck Bonnamour (FRA) | DNF                |
| 242                | Alan Boileau (FRA)     | DNF                |
| 243                | Cyril Gautier (FRA)    | DNF                |
| 244                | Jonathan Hivert (FRA)  | 67.                |
| 245                | Victor Koretzky (FRA)  | 56.                |
| 246                | Eliot Lietaer (BEL)    | 79.                |
| 247                | Pierre Rolland (FRA)   | 114.               |

| Quick-Step Alpha Vinyl QST | Quick-Step Alpha Vinyl QST          | Quick-Step Alpha Vinyl QST |
| -------------------------- | ----------------------------------- | -------------------------- |
| Nr.                        | Rytter                              | Placering                  |
| 1                          | Julian Alaphilippe (FRA) (landevej) | 4.                         |
| 2                          | Remco Evenepoel (BEL)               | 43.                        |
| 3                          | Pieter Serry (BEL)                  | DNF                        |
| 4                          | Mauri Vansevenant (BEL)             | 64.                        |
| 5                          | Stan Van Tricht (BEL)               | DNF                        |
| 6                          | Ilan Van Wilder (BEL)               | 80.                        |
| 7                          | Louis Vervaeke (BEL)                | 104.                       |

| Jumbo-Visma TJV | Jumbo-Visma TJV        | Jumbo-Visma TJV |
| --------------- | ---------------------- | --------------- |
| Nr.             | Rytter                 | Placering       |
| 11              | Jonas Vingegaard (DEN) | DNF             |
| 12              | Tiesj Benoot (BEL)     | 11.             |
| 13              | Pascal Eenkhoorn (NED) | 111.            |
| 14              | Robert Gesink (NED)    | 58.             |
| 15              | Michel Heßmann (GER)   | 134.            |
| 16              | Gijs Leemreize (NED)   | 52.             |
| 17              | Jos van Emden (NED)    | 112.            |

| Movistar Team MOV | Movistar Team MOV        | Movistar Team MOV |
| ----------------- | ------------------------ | ----------------- |
| Nr.               | Rytter                   | Placering         |
| 21                | Alejandro Valverde (ESP) | 2.                |
| 22                | Gorka Izagirre (ESP)     | 62.               |
| 23                | Oier Lazkano (ESP)       | DNF               |
| 24                | Lluís Mas (ESP)          | 86.               |
| 25                | Enric Mas (ESP)          | 33.               |
| 26                | Gregor Mühlberger (AUT)  | 105.              |
| 27                | Carlos Verona (ESP)      | 57.               |

| Israel-Premier Tech IPT | Israel-Premier Tech IPT           | Israel-Premier Tech IPT |
| ----------------------- | --------------------------------- | ----------------------- |
| Nr.                     | Rytter                            | Placering               |
| 31                      | Michael Woods (CAN)               | 6.                      |
| 32                      | Jenthe Biermans (BEL)             | DNF                     |
| 33                      | Guillaume Boivin (CAN) (landevej) | DNF                     |
| 34                      | Jakob Fuglsang (DEN)              | 53.                     |
| 35                      | Reto Hollenstein (SUI)            | 119.                    |
| 36                      | Hugo Houle (CAN)                  | 54.                     |
| 37                      | Daryl Impey (RSA)                 | 113.                    |

| Arkéa-Samsic ARK | Arkéa-Samsic ARK        | Arkéa-Samsic ARK |
| ---------------- | ----------------------- | ---------------- |
| Nr.              | Rytter                  | Placering        |
| 41               | Warren Barguil (FRA)    | 9.               |
| 42               | Winner Anacona (COL)    | 85.              |
| 43               | Anthony Delaplace (FRA) | 66.              |
| 44               | Élie Gesbert (FRA)      | 47.              |
| 45               | Simon Guglielmi (FRA)   | 106.             |
| 46               | Łukasz Owsian (POL)     | 83.              |
| 47               | Alan Riou (FRA)         | DNF              |

| UAE Team Emirates UAD | UAE Team Emirates UAD      | UAE Team Emirates UAD |
| --------------------- | -------------------------- | --------------------- |
| Nr.                   | Rytter                     | Placering             |
| 51                    | Tadej Pogačar (SLO)        | 12.                   |
| 52                    | Juan Ayuso (ESP)           | DNF                   |
| 53                    | Marc Hirschi (SUI)         | 32.                   |
| 54                    | Vegard Stake Laengen (NOR) | 133.                  |
| 55                    | Jan Polanc (SLO)           | 48.                   |
| 56                    | Marc Soler (ESP)           | 63.                   |
| 57                    | Diego Ulissi (ITA)         | 29.                   |

| Ineos Grenadiers IGD | Ineos Grenadiers IGD         | Ineos Grenadiers IGD |
| -------------------- | ---------------------------- | -------------------- |
| Nr.                  | Rytter                       | Placering            |
| 61                   | Tom Pidcock (GBR)            | DNF                  |
| 62                   | Laurens De Plus (BEL)        | DNF                  |
| 63                   | Omar Fraile (ESP) (landevej) | DNF                  |
| 64                   | Michał Kwiatkowski (POL)     | 92.                  |
| 65                   | Daniel Martínez (COL)        | 5.                   |
| 66                   | Carlos Rodríguez (ESP)       | 37.                  |
| 67                   | Geraint Thomas (GBR)         | 98.                  |

| Groupama-FDJ GFC | Groupama-FDJ GFC               | Groupama-FDJ GFC |
| ---------------- | ------------------------------ | ---------------- |
| Nr.              | Rytter                         | Placering        |
| 71               | Rudy Molard (FRA)              | 8.               |
| 72               | Bruno Armirail (FRA)           | 107.             |
| 73               | Kevin Geniets (LUX) (landevej) | 44.              |
| 74               | Matthieu Ladagnous (FRA)       | 122.             |
| 75               | Quentin Pacher (FRA)           | 17.              |
| 76               | Sébastien Reichenbach (SUI)    | 30.              |
| 77               | Anthony Roux (FRA)             | 101.             |

| BikeExchange-Jayco BEX | BikeExchange-Jayco BEX        | BikeExchange-Jayco BEX |
| ---------------------- | ----------------------------- | ---------------------- |
| Nr.                    | Rytter                        | Placering              |
| 81                     | Michael Matthews (AUS)        | DNS                    |
| 82                     | Alexandre Balmer (SUI)        | 120.                   |
| 83                     | Tsgabu Grmay (ETH)            | 103.                   |
| 84                     | Christopher Juul-Jensen (DEN) | 125.                   |
| 85                     | Jan Maas (NED)                | 121.                   |
| 86                     | Jesús David Peña (COL)        | 139.                   |
| 87                     | Nick Schultz (AUS)            | 14.                    |

| Bora-Hansgrohe BOH | Bora-Hansgrohe BOH              | Bora-Hansgrohe BOH |
| ------------------ | ------------------------------- | ------------------ |
| Nr.                | Rytter                          | Placering          |
| 91                 | Aleksandr Vlasov (RUS)          | 3.                 |
| 92                 | Giovanni Aleotti (ITA)          | 97.                |
| 93                 | Cesare Benedetti (POL)          | 75.                |
| 94                 | Jai Hindley (AUS)               | 26.                |
| 95                 | Patrick Konrad (AUT) (landevej) | DNF                |
| 96                 | Ide Schelling (NED)             | 136.               |
| 97                 | Frederik Wandahl (DEN)          | 102.               |

| Trek-Segafredo TFS | Trek-Segafredo TFS       | Trek-Segafredo TFS |
| ------------------ | ------------------------ | ------------------ |
| Nr.                | Rytter                   | Placering          |
| 101                | Bauke Mollema (NED)      | 21.                |
| 102                | Julien Bernard (FRA)     | 81.                |
| 103                | Gianluca Brambilla (ITA) | 36.                |
| 104                | Tony Gallopin (FRA)      | 82.                |
| 105                | Mattias Skjelmose (DEN)  | 18.                |
| 106                | Alexander Kamp (DEN)     | DNF                |
| 107                | Antwan Tolhoek (NED)     | 46.                |

| Alpecin-Fenix AFC | Alpecin-Fenix AFC       | Alpecin-Fenix AFC |
| ----------------- | ----------------------- | ----------------- |
| Nr.               | Rytter                  | Placering         |
| 111               | Xandro Meurisse (BEL)   | 35.               |
| 112               | Floris De Tier (BEL)    | 39.               |
| 113               | Jimmy Janssens (BEL)    | 110.              |
| 114               | Kristian Sbaragli (ITA) | 68.               |
| 115               | Robert Stannard (AUS)   | 70.               |
| 116               | Scott Thwaites (GBR)    | 124.              |
| 117               | Gianni Vermeersch (BEL) | 100.              |

| Astana Qazaqstan Team AST | Astana Qazaqstan Team AST         | Astana Qazaqstan Team AST |
| ------------------------- | --------------------------------- | ------------------------- |
| Nr.                       | Rytter                            | Placering                 |
| 121                       | Vincenzo Nibali (ITA)             | 34.                       |
| 122                       | Leonardo Basso (ITA)              | DNF                       |
| 123                       | Stefan de Bod (RSA)               | 65.                       |
| 124                       | Jevgenij Fedorov (KAZ) (landevej) | DNF                       |
| 125                       | Antonio Nibali (ITA)              | 128.                      |
| 126                       | Simone Velasco (ITA)              | 69.                       |
| 127                       | Andrej Zejts (KAZ)                | 31.                       |

| Intermarché-Wanty-Gobert Matériaux IWG | Intermarché-Wanty-Gobert Matériaux IWG | Intermarché-Wanty-Gobert Matériaux IWG |
| -------------------------------------- | -------------------------------------- | -------------------------------------- |
| Nr.                                    | Rytter                                 | Placering                              |
| 131                                    | Domenico Pozzovivo (ITA)               | 15.                                    |
| 132                                    | Jan Bakelants (BEL)                    | 71.                                    |
| 133                                    | Théo Delacroix (FRA)                   | 131.                                   |
| 134                                    | Quinten Hermans (BEL)                  | 61.                                    |
| 135                                    | Laurens Huys (BEL)                     | DNF                                    |
| 136                                    | Simone Petilli (ITA)                   | 50.                                    |
| 137                                    | Georg Zimmermann (GER)                 | 60.                                    |

| Cofidis COF | Cofidis COF         | Cofidis COF |
| ----------- | ------------------- | ----------- |
| Nr.         | Rytter              | Placering   |
| 141         | Jon Izagirre (ESP)  | 129.        |
| 142         | Simon Geschke (GER) | 49.         |
| 143         | Jesús Herrada (ESP) | 16.         |
| 144         | Victor Lafay (FRA)  | 22.         |
| 145         | Anthony Perez (FRA) | 93.         |
| 146         | Rémy Rochas (FRA)   | 90.         |
| 147         | Axel Zingle (FRA)   | 88.         |

| AG2R Citroën Team ACT | AG2R Citroën Team ACT        | AG2R Citroën Team ACT |
| --------------------- | ---------------------------- | --------------------- |
| Nr.                   | Rytter                       | Placering             |
| 151                   | Benoît Cosnefroy (FRA)       | 13.                   |
| 152                   | Mikaël Cherel (FRA)          | 87.                   |
| 153                   | Dorian Godon (FRA)           | 74.                   |
| 154                   | Bob Jungels (LUX)            | 78.                   |
| 155                   | Paul Lapeira (FRA)           | 138.                  |
| 156                   | Aurélien Paret-Peintre (FRA) | 73.                   |
| 157                   | Larry Warbasse (USA)         | 116.                  |

| Uno-X Pro Cycling Team UXT | Uno-X Pro Cycling Team UXT       | Uno-X Pro Cycling Team UXT |
| -------------------------- | -------------------------------- | -------------------------- |
| Nr.                        | Rytter                           | Placering                  |
| 161                        | Tobias Halland Johannessen (NOR) | 20.                        |
| 162                        | Idar Andersen (NOR)              | DNF                        |
| 163                        | Fredrik Dversnes (NOR)           | 117.                       |
| 164                        | Morten Hulgaard (DEN)            | 123.                       |
| 165                        | Jacob Hindsgaul (DEN)            | DNF                        |
| 166                        | Torjus Sleen (NOR)               | DNF                        |
| 167                        | Jonas Gregaard (DEN)             | 59.                        |

| Bahrain Victorious TBV | Bahrain Victorious TBV  | Bahrain Victorious TBV |
| ---------------------- | ----------------------- | ---------------------- |
| Nr.                    | Rytter                  | Placering              |
| 171                    | Wout Poels (NED)        | 25.                    |
| 172                    | Damiano Caruso (ITA)    | 96.                    |
| 173                    | Jack Haig (AUS)         | 41.                    |
| 174                    | Gino Mäder (SUI)        | 55.                    |
| 175                    | Luis León Sánchez (ESP) | 51.                    |
| 176                    | Dylan Teuns (BEL)       | 1.                     |
| 177                    | Stephen Williams (GBR)  | 99.                    |

| Team DSM DSM | Team DSM DSM               | Team DSM DSM |
| ------------ | -------------------------- | ------------ |
| Nr.          | Rytter                     | Placering    |
| 181          | Søren Kragh Andersen (DEN) | 40.          |
| 182          | Romain Combaud (FRA)       | 89.          |
| 183          | Leon Heinschke (GER)       | 84.          |
| 184          | Joris Nieuwenhuis (NED)    | DNF          |
| 185          | Florian Stork (GER)        | 137.         |
| 186          | Henri Vandenabeele (BEL)   | 94.          |
| 187          | Kevin Vermaerke (USA)      | DNF          |

| TotalEnergies TEN | TotalEnergies TEN        | TotalEnergies TEN |
| ----------------- | ------------------------ | ----------------- |
| Nr.               | Rytter                   | Placering         |
| 191               | Alexis Vuillermoz (FRA)  | 10.               |
| 192               | Jérémy Cabot (FRA)       | 38.               |
| 193               | Fabien Doubey (FRA)      | DNF               |
| 194               | Valentin Ferron (FRA)    | 109.              |
| 195               | Alan Jousseaume (FRA)    | 91.               |
| 196               | Paul Ourselin (FRA)      | 72.               |
| 197               | Cristián Rodríguez (ESP) | 45.               |

| EF Education-EasyPost EFE | EF Education-EasyPost EFE  | EF Education-EasyPost EFE |
| ------------------------- | -------------------------- | ------------------------- |
| Nr.                       | Rytter                     | Placering                 |
| 201                       | Rigoberto Urán (COL)       | 42.                       |
| 202                       | Ruben Guerreiro (POR)      | 7.                        |
| 203                       | Alberto Bettiol (ITA)      | 127.                      |
| 204                       | Simon Carr (GBR)           | 108.                      |
| 205                       | Odd Christian Eiking (NOR) | 24.                       |
| 206                       | Ben Healy (IRL)            | 130.                      |
| 207                       | Neilson Powless (USA)      | 19.                       |

| Lotto-Soudal LTS | Lotto-Soudal LTS         | Lotto-Soudal LTS |
| ---------------- | ------------------------ | ---------------- |
| Nr.              | Rytter                   | Placering        |
| 211              | Tim Wellens (BEL)        | 23.              |
| 212              | Thomas De Gendt (BEL)    | DNF              |
| 213              | Sébastien Grignard (BEL) | 132.             |
| 214              | Matthew Holmes (GBR)     | 77.              |
| 215              | Andreas Kron (DEN)       | DNS              |
| 216              | Sylvain Moniquet (BEL)   | 28.              |
| 217              | Viktor Verschaeve (BEL)  | 95.              |

| Sport Vlaanderen-Baloise SVB | Sport Vlaanderen-Baloise SVB | Sport Vlaanderen-Baloise SVB |
| ---------------------------- | ---------------------------- | ---------------------------- |
| Nr.                          | Rytter                       | Placering                    |
| 221                          | Jenno Berckmoes (BEL)        | 115.                         |
| 222                          | Ruben Apers (BEL)            | 135.                         |
| 223                          | Kamiel Bonneu (BEL)          | 27.                          |
| 224                          | Gilles De Wilde (BEL)        | 140.                         |
| 225                          | Rune Herregodts (BEL)        | DNF                          |
| 226                          | Jens Reynders (BEL)          | DNF                          |
| 227                          | Aaron Van Poucke (BEL)       | DNF                          |

| Bingoal Pauwels Sauces WB BWB | Bingoal Pauwels Sauces WB BWB | Bingoal Pauwels Sauces WB BWB |
| ----------------------------- | ----------------------------- | ----------------------------- |
| Nr.                           | Rytter                        | Placering                     |
| 231                           | Mathijs Paasschens (NED)      | DNF                           |
| 232                           | Johan Meens (BEL)             | DNF                           |
| 233                           | Rémy Mertz (BEL)              | DNF                           |
| 234                           | Kenny Molly (BEL)             | 76.                           |
| 235                           | Tom Paquot (BEL)              | 118.                          |
| 236                           | Marco Tizza (ITA)             | 126.                          |
| 237                           | Luc Wirtgen (LUX)             | DNF                           |

| B&B Hotels-KTM BBK | B&B Hotels-KTM BBK     | B&B Hotels-KTM BBK |
| ------------------ | ---------------------- | ------------------ |
| Nr.                | Rytter                 | Placering          |
| 241                | Franck Bonnamour (FRA) | DNF                |
| 242                | Alan Boileau (FRA)     | DNF                |
| 243                | Cyril Gautier (FRA)    | DNF                |
| 244                | Jonathan Hivert (FRA)  | 67.                |
| 245                | Victor Koretzky (FRA)  | 56.                |
| 246                | Eliot Lietaer (BEL)    | 79.                |
| 247                | Pierre Rolland (FRA)   | 114.               |